# یوجین ج. مارتین
یوجین جیمز مارتین (به انگلیسی: Eugene James Martin) یکی از معروفترین هنرمندان آفریقایی-آمریکایی درزمینهٔ هنرهای تصویری است.
او در ۲۴ ژوئیه ۱۹۳۸ در کپیتال هیل واقع در واشنگتن دی سی بدنیا آمد. مادرش مارگارت هلن و پدرش جیمز والتر نام داشت. وی در ۱ ژانویه ۲۰۰۵ در لافایت لوییزیانا درگذشت.
نقاشی‌های او نشان‌دهندهٔ قدرت فوق العاده در تصور اجسام اطراف مانند ماشین و حیوانات می‌باشد.

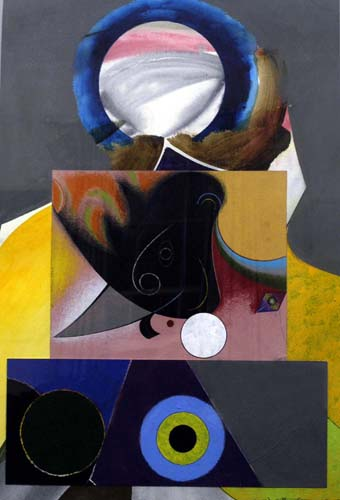
Eugene James Martin,Midnight Golfer, 1990